# モンティ・ティブルティーニ駅
モンティ・ティブルティーニ駅(Monti Tiburtini)はローマ地下鉄のB線にある駅の一つである。モンティ・ティブルティーニ通り (via dei Monti Tiburtini) 沿いのフィリッポ・メーダ通り (via Filippo Meda) との交差点の高台にある。
駅は1990年12月8日に開業した。

## 略歴
80年代の前期、駅の建設工事用地の確保の為にスポーツセンター近くのテニスコートのいくつかとサッカー場が取り壊された。

## 周辺
- サンドロ・ペルティーニ病院 (Ospedale Sandro Pertini)

## 施設
- 障害者を運ぶ
- エレベーター